# Nimrod

Nimrod

Nimrod (также NIMROD) — компьютер для игры в ним. Имел режимы как для игры человека с компьютером, так и для игры компьютера с самим собой. Создан компанией Ferranti и впервые представлен публике 5 мая 1951 года на выставке «Фестиваль Британии».
Nimrod считается вторым в истории компьютером, созданным специально для развлечения.
В первую очередь Nimrod был разработан для демонстрации принципов автоматических цифровых компьютеров, и на выставке любой желающий мог приобрести информационный буклет, рассказывающий о компьютерах, истории техники, игре ним и о том, как Nimrod играет в ним.

## История

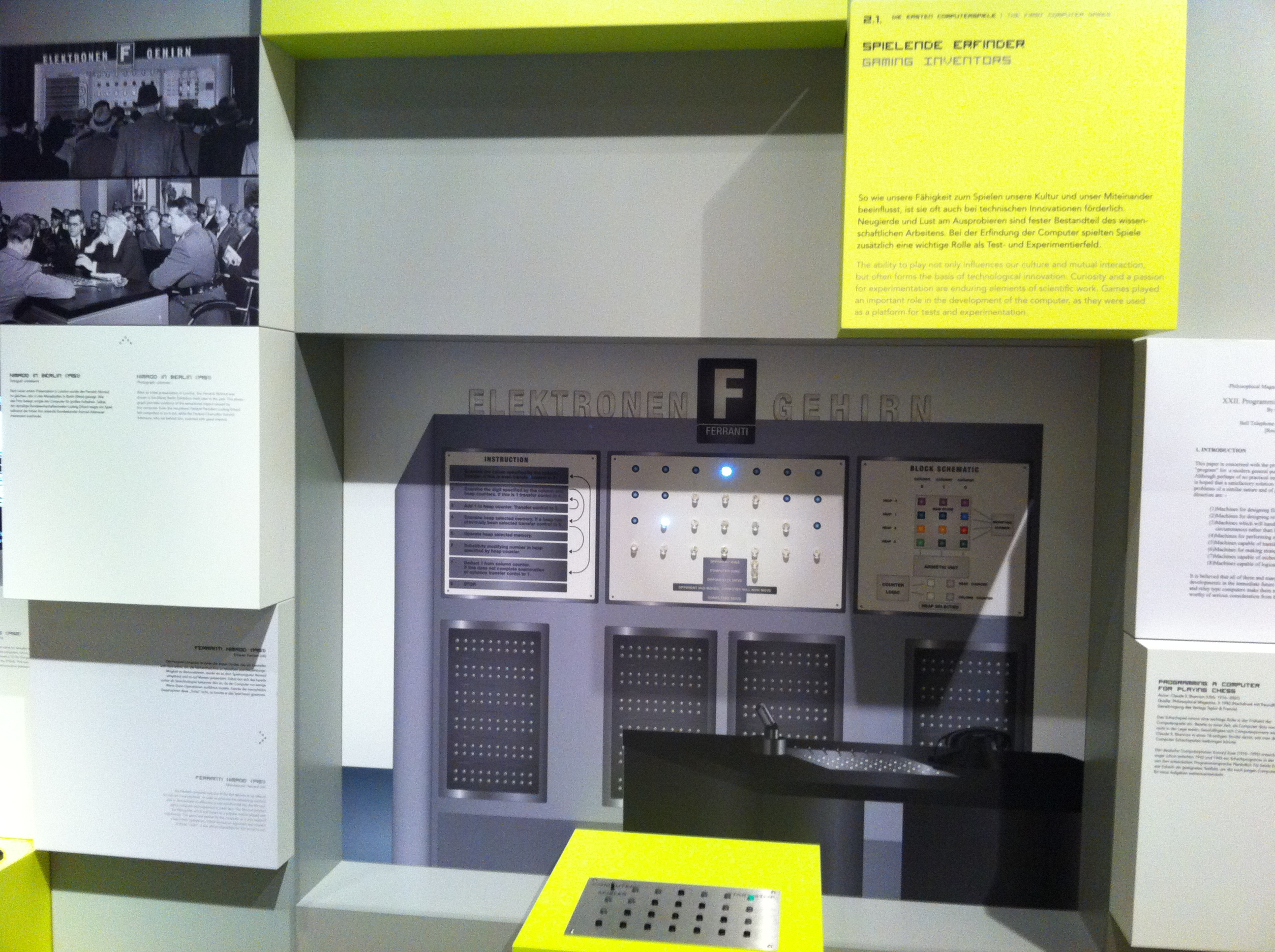
Репродукция Nimrod в Музее компьютерных игр в Берлине

На создание Nimrod Джона Беннетта вдохновил разработанный Эдвардом Кондоном в 1939 году компьютер Nimatron.
Nimrod построен на базе компьютера Ferranti Mark I, который, в свою очередь, является серийным вариантом Манчестерского Марка I. Разработка началась 1 декабря 1950 года и была завершена 12 апреля 1951 года.
Компьютер выставлялся в Великобритании, на Фестивале Британии, с мая по сентябрь 1951 года и в Германии, на Берлинском Промышленном Шоу (Berlin Industrial Show), в октябре того же года.

## Характеристики

Схематичное изображение Nimrod:
1) Панель инструкций: инструкции, которым следует Nimrod при игре
2) Главная панель: лампы дублируют панель управления 5 и показывают процесс игры публике, а под рядами ламп расположена легенда, разъясняющая возможные состояния игры.
3) Панель, показывающая текущие расчеты компьютера при медленной скорости игры.
4) Четыре ниши с расположенными в них лампами. В каждой нише находится 120 ламп, разделенных на шесть блоков по двадцать ламп.
5) Панель управления Nimrod: демонстратор обычно сидел ближе к компьютеру, а игрок — с противоположной стороны стола.

Nimrod содержал 480 одинаковых электронных ламп — двойных триодов 12AT7, из которых 350 участвовали в расчетах, а остальные предназначались для замены вышедших из строя. Дисплеи управлялись 120 реле, а несколько германиевых диодов производили логическую операцию ИЛИ.
В отличие от большинства компьютеров, в Nimrod использовалась система связанных уровней напряжения, а не такты, и демонстратор сам мог решать, с какой скоростью будет работать компьютер — вплоть до 10 кГц.
Компьютер был очень большим и громоздким — его размеры составляли приблизительно 270 см · 360 см · 150 см, при этом электронная часть занимала менее 2 % всего объема, — такие размеры были выбраны для наиболее удобной демонстрации машины. С другой стороны, ввиду множества несъемных частей и жестко закрепленных элементов, подобные размеры затрудняли транспортировку.
Nimrod потреблял 6 кВт энергии, из них 4 — на лампы дисплея.

## Игровой процесс
Управление игрой осуществлялось с помощью панели управления. На ней были расположены несколько переключателей режимов игры (обычная игра в ним или игра в поддавки, право первого хода, автоматическая игра компьютера против самого себя) и настроек Nimrod (автоматический/ручной режим подсчета, скорость работы), а также четыре ряда ламп и кнопок под ними. Ряды ламп отображают кучки «палочек», которые и надо убирать. При нажатии на кнопку под лампой, игрок убирает все «палочки», находящиеся справа от выбранной (лампы гаснут). Кроме этого, слева от каждого ряда игровых ламп находится по одной лампе, показывающих, из какого ряда были вытащены «палочки» в последнем ходу.